# Padesát Lánů
Padesát Lánů (deutsch Fünfzighuben) ist eine Ansiedlung der Stadt Potštát in Tschechien. Sie schließt sich – getrennt durch die Velička – unmittelbar südwestlich an Potštát an und gehört zum Okres Přerov. Der Katastbezirk Padesát Lánů umfasst einschließlich der Ansiedlung Michalovka eine Fläche von 530 ha.

## Geographie
Padesát Lánů befindet sich rechtsseitig der Velička am nordwestlichen Fuße des Schneiderberges (569 m) am Rande des Truppenübungsplatzes Libavá in den Oderbergen. Nördlich erheben sich der Erste Hart (587 m) und der Zweite Hart (585 m), im Süden der Schneiderberg (569 m), südwestlich der Ziegenhalsberg (583 m) sowie im Nordwesten der Srnov (Großer Rehbuschberg, 620 m). Gegen Westen liegt der Stauweiher Harta; südöstlich die Bodenstadter Felsenstadt und die Reste der Burg Puchart.
Nachbarorte sind Potštát im Nordosten, Kyžlířov im Osten, Partutovice und Boňkov im Südosten, Michalovka und Středolesí im Süden, Kouty und Boškov im Südwesten, auf dem Gebiet des Truppenübungsplatzes Libavá die Wüstungen Heřmánky, Smolné und Eliščiná im Westen sowie die Wüstung Milovany im Nordwesten.

## Geschichte
Die erste schriftliche Erwähnung des zur Herrschaft Potenstat gehörigen Dorfes Padessatt lanow erfolgte 1408 im Zuge ihres Verkaufs durch Boček II. von Podiebrad an Tas von Prusinowitz, der sich fortan das Prädikat Podstatzky von Prusinowitz zulegte. Weitere Namensformen waren Lány (ab 1416), Padesatlany (1434), Fünfzighuben (ab 1582) und Funfftzighueben (1622). Jan Stiaßny Podstatzky von Prusinowitz verlor wegen seiner Teilnahme am Mährischen Ständeaufstand 1626 die Herrschaft Bodenstadt; sie wurde 1634 an Caroline von Contecroy als Ausgleich für eine Forderung von 250.000 rheinischen Gulden an die Hofkasse für 70.000 Gulden übertragen. Auf Grund des Einspruches von Christoph Podstatzky von Prusinowitz auf Veselíčko, der darlegte, dass er der Hofkasse lediglich 84.000 Gulden schulde, wurde ein Verfahren eröffnet, dessen Ausgang keiner der Beteiligten erlebte. Nachdem Caroline von Contecroy, verheiratete Herzogin von Österreich, ohne männliche Nachkommen verstorben war, fiel die Herrschaft schließlich durch Heimfall an die Krone Böhmen. Leopold I. verkaufte die Herrschaft schließlich 1663 für 50.000 Gulden an den Hofrat Johannes Walderode von Eckhusen. Zusammen mit seiner Frau Katharina Hroch errichtete dieser am 22. Mai 1670 einen Familienfideikommiss, der zum einen die mährischen Güter Bodenstadt, Liebenthal, Dřínov und Vrchoslavice, zum anderen die böhmischen Güter Řepín, Libáň, Krustenitz, Deutsch Lhotka, den Hof Augezd, einen Weinberg in Mělník und ein Haus in Prag sowie zum dritten die Güter Deutsch Biela und Křetín einschließlich zweier Häuser in Wien und Prag umfasste. Die Matriken wurden seit 1629 in Potštát geführt. Ab 1676 wurde der Ort als Funfzighuben, 1771 als Hubnae quinquaginta und ab 1793 als Padesátlánů bezeichnet.
Mit Franz Graf Walderode von Eckhusen erlosch 1797 das Geschlecht der Walderode von Eckhusen im Mannesstamme. Alleinerbin des Familienfideikommisses und der Allodialgüter wurde seine Tochter Johanna Maria verwitwete Gräfin Renard. Diese verglich sich 1798 mit ihrem Neffen Joseph Graf Desfours und überließ ihm den böhmischen Teil des Fideikommisses. Nach Johanna Marias Tod fiel Desfours auch der mährische Anteil zu. Im Jahre 1816 bewilligte ihm Kaiser Franz I. die Vereinigung beider Adelshäuser zum Grafengeschlecht Desfours-Walderode. Er verpachtete die nach den Stadtbränden von 1787, 1790 und 1813 sowie durch Misswirtschaft heruntergewirtschaftete Herrschaft Bodenstadt 1816 für 15 Jahre an den Verwalter des Gutes Sponau, Joseph Hosch. Im Jahre 1835 lebten in den 32 Häusern des Dorfes 262 Personen. Die Bewohner lebten von der Landwirtschaft. Bis zur Mitte des 19. Jahrhunderts blieb das Dorf immer der Familienfideikomissherrschaft Bodenstadt der Grafen Desfours-Walderode untertänig.
Nach der Aufhebung der Patrimonialherrschaften bildete Fünfzighuben/Padesát Lánů ab 1850 einen Ortsteil der Gemeinde Poschkau in der Bezirkshauptmannschaft Mährisch Weißkirchen und dem Gerichtsbezirk Stadt Liebau. 1868 löste sich das Dorf von Poschkau los und bildete mit der Glasmacherkolonie Michelsbrunn eine eigene Gemeinde. Beim Zensus von 1921 lebten in Fünfzighuben mit Michelsbrunn 210 deutschsprachige Einwohner. Im Jahre 1930 lebten in der Gemeinde 236 Menschen. Nach dem Münchner Abkommen wurde Fünfzighuben 1938 zusammen mit dem Ortsteil Michelsbrunn dem Deutschen Reich zugeschlagen und gehörte bis 1945 zum Landkreis Bärn. 1939 hatte die Gemeinde 224 Einwohner. Nach dem Ende des Zweiten Weltkrieges kam das Dorf wieder zur Tschechoslowakei zurück und wurde wieder Teil des Bezirks und Gerichtsbezirks Hranice. Die meisten deutschen Bewohner wurden bis 1946 vertrieben. 1947 entstand nordwestlich des Dorfes der Truppenübungsplatz Libavá. Padesát Lánů wurde zusammen mit Michalovka mit Beginn des Jahres 1953 in die Stadt Potštát eingemeindet. Im Jahre 1960 wurde der Ort Teil des Okres Přerov. 1983 verlor Padesát Lánů seinen Status als Ortsteil von Potštát.

## Sehenswürdigkeiten
- Kapelle[3]

## Söhne und Töchter des Ortes
- Rudolf Haselbach (1944–2005), deutscher Politiker